# Α-لاکتالبومین
α-لاکتالبومین که با نام LALBA نیز شناخته می‌شود، پروتئینی است که در انسان توسط ژن LALBA کدگذاری می‌شود.

## کارکردها

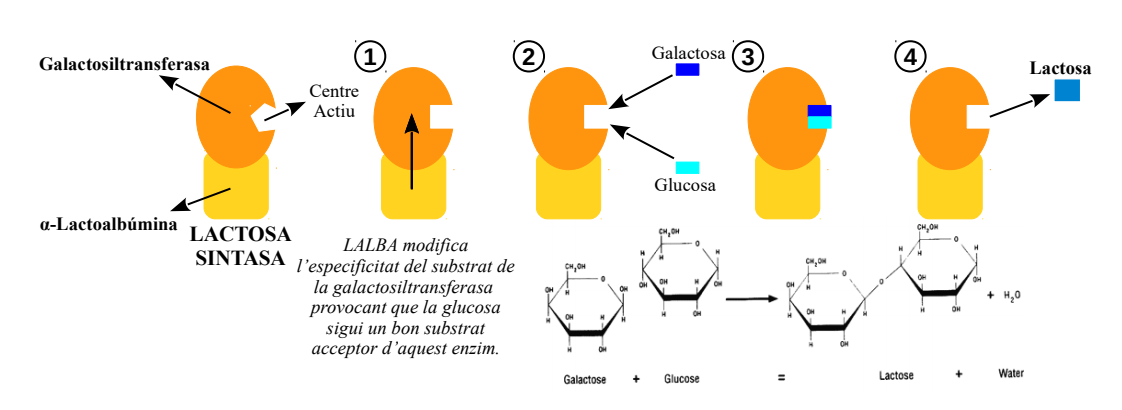
اصلاح ویژگی گالاکتوزیل ترانسفراز.

تحقیقات کنونی در حال یافتن کاربرد جدیدی از α-لاکتالبومین خارج از تولید فیزیولوژیک لاکتوز است.
تغذیه: α-لاکتالبومین برای تغذیه نوزاد ضروری است. این پروتئین آمینو اسیدهای ضروری و ترکیبات فعال زیستی لازم برای رشد، نمو و سلامت مطلوب را فراهم می‌کند. α-لاکتالبومین فراوان‌ترین پروتئین آب پنیر در شیر انسان است و خواص آن برای گنجاندن در شیر خشک برای تکثیر ترکیبات شیر پستانی مورد بررسی قرار گرفته‌است. این پروتئین منبع قوی اسیدهای آمینه شاخه‌دار، سیستئین و باقی مانده‌های تریپتوفان است که هر کدام دارای فواید سلامت مرتبط هستند.
کاربردهای بالینی: α-لاکتالبومین در ارتباط با بسیاری از شرایط پزشکی مختلف مورد بررسی قرار گرفته‌است و تصور می‌شود که با نتایج مثبت مرتبط است. بسیاری از این مزایا به دلیل ترکیبات زیست فعالی است که از آن ساخته شده‌است و همچنین توانایی پروتئین برای اتصال به کمپلکس‌ها نیز در این موضوع مؤثر است.
PCOS: سندرم تخمدان پلی کیستیک(PCOS) یکی از بیماری‌هایی است که سطوح بالاتر آلفا-لاکتالبومین با تسکین علائم آن مرتبط است. این وضعیت ارتباط نزدیکی با دیس‌بیوز روده ناشی از التهاب پوشش روده و عدم تعادل میکروبیوتا دارد. α-لاکتالبومین باعث ترویج سویه‌های باکتریایی سالم مانند لاکتوباسیلوس اسیدوفیلوس، بیفیدوباکتریوم شورت و بیفیدوباکتریوم لانگوم می‌شود. این باکتری‌ها اسیدهای چرب با زنجیره کوتاه (SCFA) تولید می‌کنند که باعث بهبود زیست‌بوم روده می‌شود. در یک مطالعه کنترل‌شده، گروهی که رژیم غذایی بالاتری با α-لاکتالبومین مصرف کردند، کاهش علائم مرتبط با PCOS و سطوح بالاتر باکتری‌های سالم را تجربه کردند. در حالی که درمانی برای این بیماری وجود ندارد، این پروتئین می‌تواند یک درمان کوتاه مدت باشد.
سلامت روان: α-لاکتالبومین منبع آمینو اسیدهایی است که با بهبود سلامت روان است. این پروتئین سرشار از باقی مانده‌های تریپتوفان است که پیش ساز سروتونین (یک انتقال دهنده عصبی مرتبط با خلق و خوی مثبت) است. این پروتئین همچنین غلظت پلاسمایی دیگر آمینو اسیدهای خنثی بزرگ (LNAA) را افزایش می‌دهد که به تعادل هورمون‌ها کمک می‌کند. باقی مانده‌های سیستئین به سنتز گلوتاتیون که یک آنتی‌اکسیدان مهم است کمک می‌کند.
سرطان: تحقیقات گسترده‌ای در مورد اثرات آپوپتوز که α-لاکتالبومین به‌طور بالقوه در هنگام تشکیل کمپلکس با اولئیک اسید به نام HAMLET (آلفا-لاکتالبومین انسانی ساخته شده برای سلول‌های تومور کشنده) ایجاد می‌کند، انجام شده‌است. این کمپلکس HAMLET ساختار غشاء را هنگام اتصال مختل می‌کند و باعث مرگ سلولی برای محافظت از یکپارچگی ارگانیسم می‌شود. این کمپلکس می‌تواند به هسته سلول‌های سرطانی منتقل شود، اما به سلول‌های سالم منتقل نمی‌شود. در مطالعات متعدد نشان داده شده‌است که این کمپلکس پروتئین-اولئیک اسید در سلول‌های سرطانی پیشرفت تومورها را کند می‌کند. حالت بومی α-لاکتالبومین این عملکردهای ضد سرطانی مشابه را نشان نمی‌دهد، بنابراین احتمالاً اولئیک اسید عملکرد آپوپتوز را بیان می‌کند در حالی که α-لاکتالبومین مسئول هدف قرار دادن خطوط سلولی خاص مانند سلول‌های سرطانی کولون، مثانه و گلیوبلاستوما است.

## جهت مطالعه
- Heine WE, Klein PD, Reeds PJ (March 1991). "The importance of alpha-lactalbumin in infant nutrition". The Journal of Nutrition. 121 (3): 277–283. doi:10.1093/jn/121.3.277. PMID 2002399.
- Permyakov EA, Berliner LJ (May 2000). "alpha-Lactalbumin: structure and function". FEBS Letters. 473 (3): 269–274. doi:10.1016/S0014-5793(00)01546-5. PMID 10818224. S2CID 83964232.
- Hall L, Emery DC, Davies MS, Parker D, Craig RK (March 1987). "Organization and sequence of the human alpha-lactalbumin gene". The Biochemical Journal. 242 (3): 735–742. doi:10.1042/bj2420735. PMC 1147772. PMID 2954544.
- Davies MS, West LF, Davis MB, Povey S, Craig RK (July 1987). "The gene for human alpha-lactalbumin is assigned to chromosome 12q13". Annals of Human Genetics. 51 (3): 183–188. doi:10.1111/j.1469-1809.1987.tb00869.x. PMID 3479943. S2CID 37901087.
- Findlay JB, Brew K (May 1972). "The complete amino-acid sequence of human -lactalbumin". European Journal of Biochemistry. 27 (1): 65–86. doi:10.1111/j.1432-1033.1972.tb01812.x. PMID 5049057.
- Hall L, Craig RK, Edbrooke MR, Campbell PN (June 1982). "Comparison of the nucleotide sequence of cloned human and guinea-pig pre-alpha-lactalbumin cDNA with that of chick pre-lysozyme cDNA suggests evolution from a common ancestral gene". Nucleic Acids Research. 10 (11): 3503–3515. doi:10.1093/nar/10.11.3503. PMC 320727. PMID 6285305.
- Håkansson A, Zhivotovsky B, Orrenius S, Sabharwal H, Svanborg C (August 1995). "Apoptosis induced by a human milk protein". Proceedings of the National Academy of Sciences of the United States of America. 92 (17): 8064–8068. Bibcode:1995PNAS...92.8064H. doi:10.1073/pnas.92.17.8064. PMC 41287. PMID 7644538.
- Stacey A, Schnieke A, Kerr M, Scott A, McKee C, Cottingham I,  et al. (March 1995). "Lactation is disrupted by alpha-lactalbumin deficiency and can be restored by human alpha-lactalbumin gene replacement in mice". Proceedings of the National Academy of Sciences of the United States of America. 92 (7): 2835–2839. Bibcode:1995PNAS...92.2835S. doi:10.1073/pnas.92.7.2835. PMC 42313. PMID 7708733.
- Fujiwara Y, Miwa M, Takahashi R, Hirabayashi M, Suzuki T, Ueda M (June 1997). "Position-independent and high-level expression of human alpha-lactalbumin in the milk of transgenic rats carrying a 210-kb YAC DNA". Molecular Reproduction and Development. 47 (2): 157–163. doi:10.1002/(SICI)1098-2795(199706)47:2<157::AID-MRD5>3.0.CO;2-L. PMID 9136116. S2CID 43232515.
- Lindner RA, Kapur A, Carver JA (October 1997). "The interaction of the molecular chaperone, alpha-crystallin, with molten globule states of bovine alpha-lactalbumin". The Journal of Biological Chemistry. 272 (44): 27722–27729. doi:10.1074/jbc.272.44.27722. PMID 9346914.
- Giuffrida MG, Cavaletto M, Giunta C, Neuteboom B, Cantisani A, Napolitano L,  et al. (November 1997). "The unusual amino acid triplet Asn-Ile-Cys is a glycosylation consensus site in human alpha-lactalbumin". Journal of Protein Chemistry. 16 (8): 747–753. doi:10.1023/A:1026359715821. PMID 9365923. S2CID 42107172.
- Chandra N, Brew K, Acharya KR (April 1998). "Structural evidence for the presence of a secondary calcium binding site in human alpha-lactalbumin". Biochemistry. 37 (14): 4767–4772. doi:10.1021/bi973000t. PMID 9537992.
- Håkansson A, Andréasson J, Zhivotovsky B, Karpman D, Orrenius S, Svanborg C (February 1999). "Multimeric alpha-lactalbumin from human milk induces apoptosis through a direct effect on cell nuclei". Experimental Cell Research. 246 (2): 451–460. doi:10.1006/excr.1998.4265. PMID 9925761.
- Svensson M, Sabharwal H, Håkansson A, Mossberg AK, Lipniunas P, Leffler H,  et al. (March 1999). "Molecular characterization of alpha-lactalbumin folding variants that induce apoptosis in tumor cells". The Journal of Biological Chemistry. 274 (10): 6388–6396. doi:10.1074/jbc.274.10.6388. PMID 10037730.
- Harata K, Abe Y, Muraki M (March 1999). "Crystallographic evaluation of internal motion of human alpha-lactalbumin refined by full-matrix least-squares method". Journal of Molecular Biology. 287 (2): 347–358. doi:10.1006/jmbi.1999.2598. PMID 10080897.
- Last AM, Schulman BA, Robinson CV, Redfield C (August 2001). "Probing subtle differences in the hydrogen exchange behavior of variants of the human alpha-lactalbumin molten globule using mass spectrometry". Journal of Molecular Biology. 311 (4): 909–919. doi:10.1006/jmbi.2001.4911. PMID 11518539.
- Bai P, Peng Z (November 2001). "Cooperative folding of the isolated alpha-helical domain of hen egg-white lysozyme". Journal of Molecular Biology. 314 (2): 321–329. doi:10.1006/jmbi.2001.5122. PMID 11718563.
- Andrews P (August 1970). "Purification of lactose synthetase a protein from human milk and demonstration of its interaction with alpha-lactalbumin". FEBS Letters. 9 (5): 297–300. doi:10.1016/0014-5793(70)80382-9. PMID 11947697. S2CID 23041445.